# نواة بطنانية خلف-جانبية

النواة البطنانية الخلف-جانبية (بالإنجليزية: ventral posterolateral nucleus)‏ (VPL) هي نواة تقع في المهاد. تشكل النواة البطنانية الخلف-جانبية في مجموعها جنبا إلى جنب مع النواة البطنانية الخلف-وسطية (بالإنجليزية: ventral posteromedial nucleus)‏ (VPM)، والنواة البطنانية الخلف-سفلية (بالإنجليزية: ventral posterior inferior nucleus)‏ (VPI)، والنواة وسط-البطنانية الخلفية (بالإنجليزية: ventromedial posterior nucleus)‏ (VMpo)، فإنهم يشكلون في مجموعهم «النواة الخلفية البطنانية» (بالإنجليزية: Ventral posterior nucleus)‏.
هناك عدم يقين بخصوص موقع النواة الوسط-بطنانية الخلفية (VMpo) على النحو الذي تحدده نهايات «السبيل النخاعي المهادي» (بالإنجليزية: spinothalamic tract)‏ (STT) وتلوّن البروتينات الرابطة للكالسيوم (بالإنجليزية: calcium-binding proteins)‏، وهناك العديد من الهيئات والعلماء لا يعتبرون ذلك دليلاً يثبت وجودها.

## الداخل والخارج
تتلقى النواة البطنانية الخلف-جانبية (VPL) المعلومات عن طريق السبيل العصبي الوهمي (بالإنجليزية: neospinothalamic tract)‏ والفَتيلُ الإِنْسِيّ الآتي من «مسار الفتيل الإنسي للعمود الظهري» (بالإنجليزية: Dorsal column–medial lemniscus pathway)‏. ومن ثم تقوم بإيصال هذه المعلومات الحسية إلى مناطق برودمان رقم 3 و 1 و 2 في التلفيف خلف المركزي. تشكل مناطق برومان 3 و 1 و 2 بشكل جماعي: قشرة الدماغ الحسية-الجسدية الأساسية. 

## صور اضافية

المهاد.
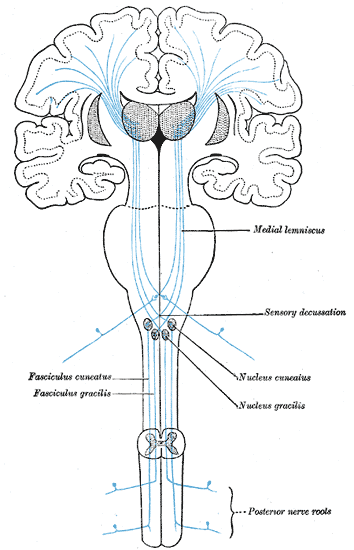
القناة الحسية.